# Diskografie Epicy
Diskografie Epicy uvádí seznam doposud vydaných alb nizozemské symfonicmetalové hudební skupiny Epica založené v roce 2003. Ta zatím vydala sedm studiových, tři koncertní, jedno kompilační album a dvě video alba. Zároveň má na kontě také dva extended playe a jedno soundtrackové album.

## Studiová alba
| Rok  | Název a podrobnosti                                                                |
| ---- | ---------------------------------------------------------------------------------- |
| 2003 | The Phantom Agony - Vydáno: 5. června 2003 - Vydavatelství: Transmission           |
| 2005 | Consign to Oblivion - Vydáno: 21. dubna 2005 - Vydavatelství: Transmission         |
| 2007 | The Divine Conspiracy - Vydáno: 7. září 2007 - Vydavatelství: Nuclear Blast        |
| 2009 | Design Your Universe - Vydáno: 16. října 2009 - Vydavatelství: Nuclear Blast       |
| 2012 | Requiem for the Indifferent - Vydáno: 9. března 2012 - Vydavatelství:Nuclear Blast |
| 2014 | The Quantum Enigma - Vydáno: 2. května 2014 - Vydavatelství: Nuclear Blast         |
| 2016 | The Holographic Principle - Vydáno: 30. září 2016 - Vydavatelství: Nuclear Blast   |
| 2021 | Omega - Vydáno: 26. února 2021 - Vydavatelství: Nuclear Blast                      |
| 2025 | Aspiral - Vydáno: 11. dubna 2025 - Vydavatelství: Nuclear Blast                    |

## Koncertní alba
| Rok  | Název a podrobnosti                                                              |
| ---- | -------------------------------------------------------------------------------- |
| 2004 | We Will Take You with Us - Vydáno: září 2004 - Vydavatelství: Transmission       |
| 2009 | The Classical Conspiracy - Vydáno: 8. května 2009 - Vydavatelství: Nuclear Blast |
| 2013 | Retrospect - Vydáno: 8. listopadu 2013 - Vydavatelství: Nuclear Blast            |

## Kompilační alba
| Rok  | Název a podrobnosti                                                         | Poznámky |
| ---- | --------------------------------------------------------------------------- | -------- |
| 2006 | The Road to Paradiso - Vydáno: 8. května 2006 - Vydavatelství: Transmission |          |

## Extended Play
| Rok  | Název a podrobnosti                                                                       |
| ---- | ----------------------------------------------------------------------------------------- |
| 2017 | The Solace System - Vydáno: 1. září 2017 - Vydavatelství: Nuclear Blast                   |
| 2017 | Epica vs. Attack on Titan Songs - Vydáno: 20. prosince 2017 - Vydavatelství: Ward Records |
| 2022 | The Alchemy Project - Vydáno: 11. listopadu 2022 - Vydavatelství: Atomic Fire             |

Video alba
| Rok  | Název a podrobnosti                                                        |
| ---- | -------------------------------------------------------------------------- |
| 2004 | We Will Take You with Us - Vydáno: září 2004 - Vydavatelství: Transmission |
| 2013 | Retrospect - Vydáno: 8. listopadu 2013 - Vydavatelství: Nuclear Blast      |

## Soundtracky
| Rok  | Název a podrobnosti                                                              |
| ---- | -------------------------------------------------------------------------------- |
| 2005 | The Score – An Epic Journey - Vydáno: 8. září 2005 - Vydavatelství: Transmission |